# 31e gala des prix Félix

Le 31e gala des prix Félix, organisé par l'Association québécoise de l'industrie du disque, du spectacle et de la vidéo et animé par Louis-José Houde, s'est déroulé le 1er novembre 2009 et a récompensé les artistes québécois de la chanson.

## Interprète masculin de l'année
- Nicola Ciccone

Autres propositions : Pierre Lapointe, Jean Leloup, Jonathan Painchaud, Yann Perreau.

## Interprète féminine de l'année
- Ginette Reno

Autres propositions : Cœur de pirate, Marie-Mai, Ariane Moffatt, Annie Villeneuve.

## Révélation de l'année
- Cœur de pirate

Autres propositions : Amylie, Marie-Pierre Arthur, La Patère Rose, Alexandre Poulin.

## Groupe de l'année
- Mes Aïeux

Autres propositions : Alfa Rococo, Kaïn, Karkwa, Les Cowboys Fringants.

## Auteur-compositeur de l'année
- Yann Perreau

Autres propositions : Avec pas d'casque, Louise Forestier, Jean Leloup, Gilles Bélanger.

## Artiste de l'année s'étant le plus illustré hors Québec
- Pascale Picard Band

Autres propositions : Céline Dion, Les Cowboys Fringants, Malajube, The Lost Fingers.

## Artiste de la francophonie s'étant le plus illustré au Québec
- Grand Corps Malade

Autres propositions : Charles Aznavour, Patrick Bruel, Francis Cabrel, Michel Fugain.

## Chanson populaire de l'année
- Fais-moi la tendresse de Ginette Reno

Autres propositions : Plus rien à faire de Alfa Rococo, Pourquoi faire de Marie-Pierre Arthur, Le Mépris de Caracol, 1500 miles d'Éric Lapointe, La plus belle fille de la prison de Jean Leloup, La Tête haute des Cowboys Fringants, Le déni de l'évidence de Mes Aïeux, Réverbère d'Ariane Moffatt, Beau comme on s'aime de Yann Perreau.

## Album le plus vendeur
- Fais-moi la tendresse de Ginette Reno

Autres propositions : Star académie 2009 (Artistes variés), L'Expédition des Cowboys Fringants, La ligne orange de Mes Aïeux, Un jour Noël de Marie-Élaine Thibert.

## Album populaire de l'année
- Fais-moi la tendresse de Ginette Reno

Autres propositions : Duos de la tendresse de Dan Bigras, Cœur de pirate de Cœur de pirate, Des Pas dans la neige de Maryse Letarte, Annie Villeneuve de Annie Villeneuve.

## Album rock de l'année
- Mille excuses milady de Jean Leloup

Autres propositions : Pour ne pas être seul de Mathieu Provençal, Dans un Monde de SENS, À distance de Marie-Chantal Toupin.

## Album pop-rock de l'année
- Sentiments humains de Pierre Lapointe

Autres propositions : III de Dany Bédar, Le soleil est sorti de Daniel Boucher, Un serpent sous les fleurs de Yann Perreau, Tu m'intimides de Mara Tremblay.

## Album alternatif de l'année
- Labyrinthes de Malajube

Autres propositions : Nord de Dumas, Soudure mexicaine de Hugo Fleury, Contre le tien - Ananas bongo love de Carl-Éric Hudon, La Patère Rose de La Patère Rose.

## Album anglophone de l'année
- Wooden Arms de Patrick Watson

Autres propositions : Beast de Beast, Storyteller de Nicola Ciccone, Speak your Mind de Ian Kelly, Lhasa de Lhasa.

## Album humour de l'année
- Le show caché de Louis-José Houde

Autres propositions : Je dure... très dur de Jamil, Tout est relatif de Laurent Paquin, Humour libre de Martin Petit

## Album Country de l'année
- L'Héritage de Renée Martel

Autres propositions : Dans la nature jusqu'au cou de Avec pas d'casque, Au bout de tes rêves de Georges Hamel, Au nom du country de Madame Moustache, Chansons à boire et déboires vol. 1 de Polo et les Méchants Moinôs

## Spectacle de l'année - Auteur-compositeur-interprète
- Le volume du vent de Karkwa

Autres propositions : Éphémère de Louise Forestier, Mutancès de Pierre Lapointe, Le Facteur Vent de Martin Léon, Rose sang de Catherine Major

## Spectacle de l'année - Interprète
- L'Héritage de Renée Martel

Autres propositions : La tournée quands le country dit bonjour de Artistes variés, Effusions de Diane Dufresne, Nouveau spectacle de Bruno Pelletier,Le premier Noël de Claire Pelletier

## Spectacle de l'année - Humour
- André Sauvé de André Sauvé

Autres propositions : Les Parlementeries 2008 de Artistes variés, Véronic DiCaire de Véronic DiCaire, Je dure... très très dure de Jamil, Complices des Grandes Gueules

## Vidéoclip de l'année
La Façade de Karkwa
Autres propositions : Ensemble de Cœur de pirate, Emmène-moi de Marie-Mai, Pousse pousse de Jonathan Painchaud, Jacuzzi de Radio Radio

## Hommage
- non décerné

## Sources
Gala de l'ADISQ 2009